# Oneirodes haplonema
Oneirodes haplonema är en fiskart som beskrevs av Stewart och Pietsch, 1998. Oneirodes haplonema ingår i släktet Oneirodes och familjen Oneirodidae. Inga underarter finns listade i Catalogue of Life.